# Saint-Gingolph (Haute-Savoie)
Saint-Gingolph [sɛ̃ ʒɛ̃ɡɔlf] (früher italienisch San Gingolfo) ist ein Dorf und eine Gemeinde im  französischen Département Haute-Savoie in der Region Auvergne-Rhône-Alpes.

## Geographie

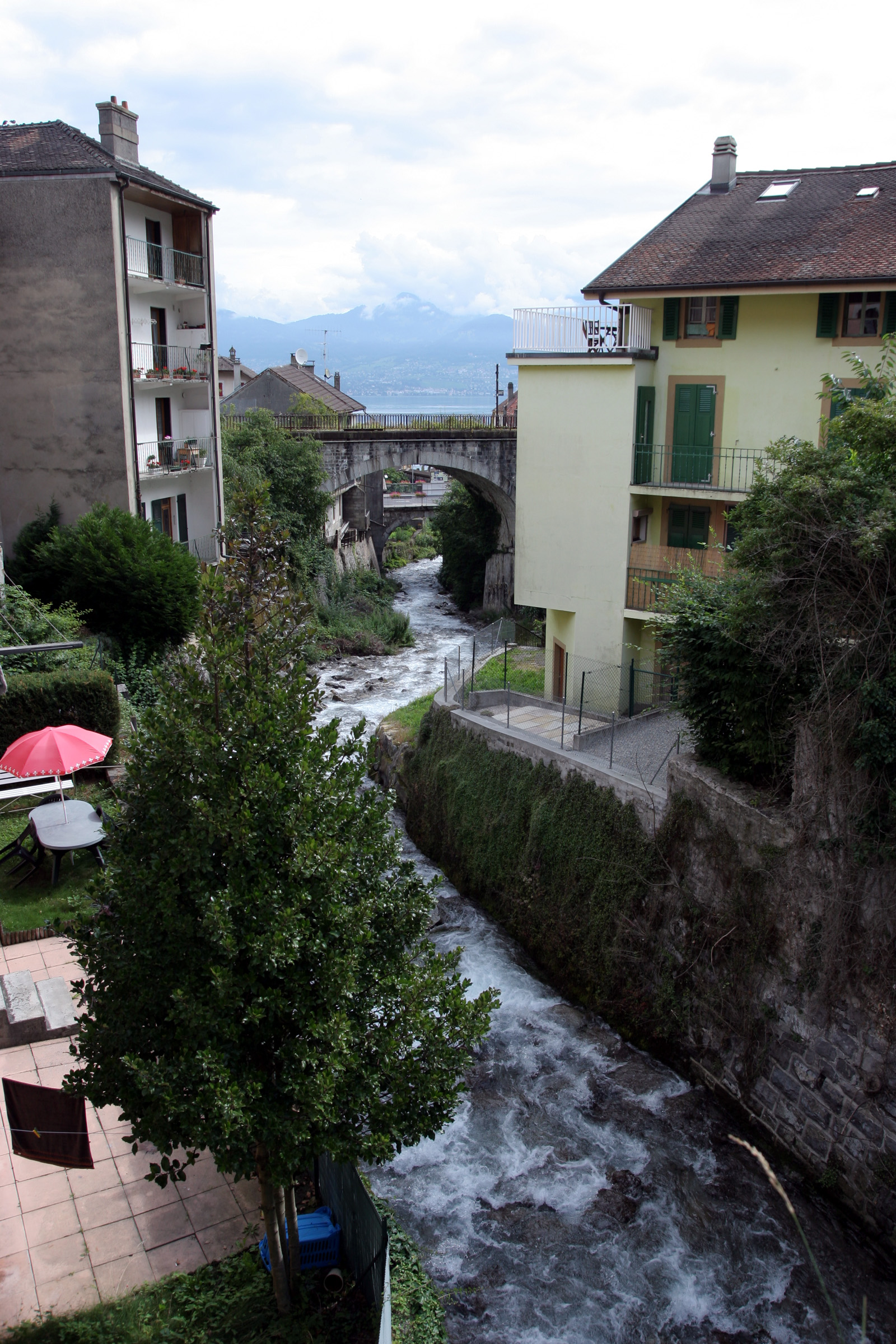
Der Gebirgsbach Morge bildet in Saint-Gingolph die Grenze zwischen Frankreich (links) und der Schweiz (rechts)

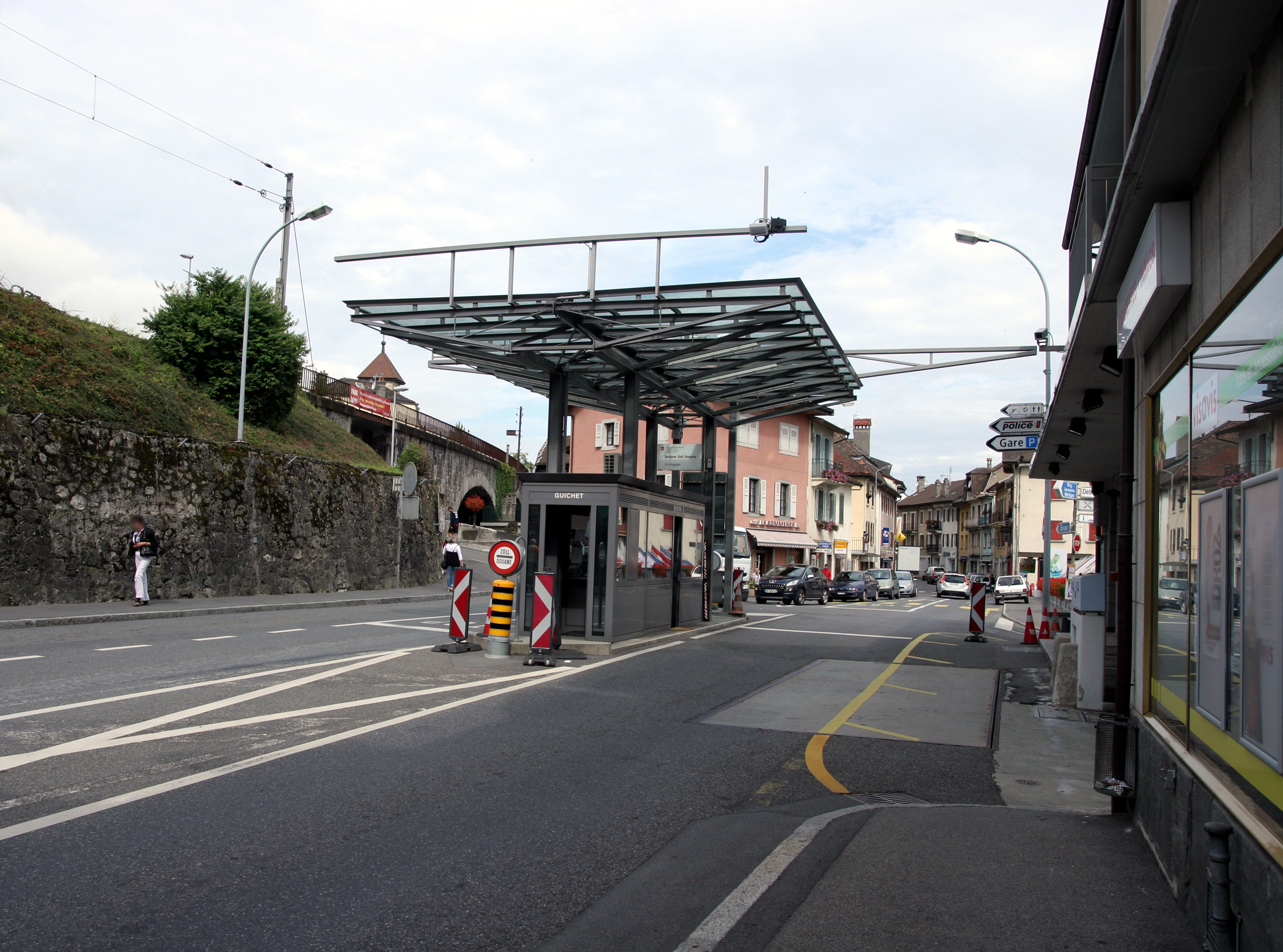
Grenzübergang an der Nationalstraße, Blickrichtung nach Frankreich

Saint-Gingolph liegt auf 386 m, 24 Kilometer östlich der Stadt Thonon-les-Bains (Luftlinie). Der Ort erstreckt sich im Chablais, am Südufer des Genfersees  an der Staatsgrenze zur Schweiz, auf dem Schuttkegel der Morge am Nordfuß des Grammont, der zu den Chablais-Alpen gehört.
Die Fläche des 7,33 km² großen Gemeindegebiets umfasst einen Abschnitt am Südufer des Genfersees; die Seeuferlinie beträgt ungefähr vier Kilometer. Das Seeufer ist in diesem Bereich an den meisten Orten sehr steil. Die Hänge, die teilweise von Felsbändern durchzogen werden, sind dicht bewaldet und durch mehrere Erosionsrinnen untergliedert. Im Westen verläuft die Grenze entlang dem Ruisseau de Locum, im Osten entlang der Morge, die gleichzeitig die Grenze zur Schweiz bildet. Somit ist Saint-Gingolph auf dem Schuttkegel der Morge am Genferseeufer zweigeteilt in eine französische und eine schweizerische Gemeinde. Mit 1520 m wird auf dem Pic de Blanchard, einem Vorberg der Chablais-Alpen, die höchste Erhebung von Saint-Gingolph erreicht.
Zu Saint-Gingolph gehört die Weilersiedlung Bret (410 m) an einer etwas flacheren Stelle westlich des Dorfes. Nachbargemeinden von Saint-Gingolph sind Meillerie im Westen, Thollon-les-Mémises und Novel im Süden sowie das schweizerische Saint-Gingolph im Osten (Kanton Wallis).

## Geschichte
Das Gebiet von Saint-Gingolph war bereits zur Römerzeit bewohnt. Der Ortsname geht auf den heiligen Gangolf zurück, der Offizier unter Pippin dem Jüngeren war und sich im Jahre 755 hier niederließ. Erstmals urkundlich erwähnt wird Saint-Gingolph 1153 unter dem Namen Sanctus Gengulfus. Später erschienen die Bezeichnungen Sancti Gingulphi (1200), Sanctus Gingulfus (1230) und Sanctus Gingulphus (1436).
Seit dem 12. Jahrhundert unterstand der Ort der Abtei Abondance. Das Gebiet wurde 1536 von den Wallisern zusammen mit den Bernern erobert. Mit dem Vertrag von 1569 wurde die Grenze von der Dranse an die Morge zurückversetzt, was zur endgültigen Teilung der Ortschaft Saint-Gingolph zwischen Savoyen (später Frankreich) auf der einen Seite und dem Wallis (Schweiz) auf der anderen Seite führte.
Am 23. Juli 1944, während des Zweiten Weltkrieges wurden im französischen Dorfteil Saint-Gingolph sechs Bewohner inklusive des Pfarrers von der deutschen SS erschossen und der Ort teilweise in Brand gesetzt, als Vergeltung für einen Anschlag der FTP-Résistance, bei dem zuvor mehrere Personen getötet worden waren. Der Präsident des Schweizer Dorfes, André Chaperon, versuchte die Katastrophe abzuwenden und verhandelte im französischen Teil mit dem SS-Kommandanten, inzwischen konnten über 300 Dorfbewohner auf die Schweizer Seite fliehen.
Der ETH-Historiker Klaus Urner sah Saint-Gingolph in seinem als Plädoyer der Schweizer Wehrhaftigkeit im Zweiten Weltkrieg verfassten Buch Die Schweiz muss noch geschluckt werden als einzig übrigen Korridor, welcher der Schweiz nach der Umzingelung durch die Achsenmächte seit 1940 noch Handelsbeziehungen zu den West-Alliierten ermöglichte. Der genannte Zwischenfall beweist aber, dass auch dieser Korridor von Hitler nach Belieben kontrolliert werden konnte, Rüstungsexporte waren hier keine möglich.
Von 1973 bis 1983 gehörte auch Novel, das heute wieder eine selbständige Gemeinde bildet, zu Saint-Gingolph.

## Sehenswürdigkeiten
Die Dorfkirche steht auf dem Boden der französischen Gemeinde Saint-Gingolph.

## Bevölkerung
| Jahr                       | 1962 | 1968 | 1975 | 1982 | 1990 | 1999 |
| Einwohner                  | 642  | 627  | 679  | 665  | 677  | 565  |
| Quellen: Cassini und INSEE |      |      |      |      |      |      |

Mit 907 Einwohnern (Stand 1. Januar 2022) gehört Saint-Gingolph zu den kleinen Gemeinden des Département Haute-Savoie. Während die Einwohnerzahl von 1960 bis 1990 stets im Bereich zwischen 620 und 670 Personen pendelte, nahm sie seither deutlich ab.

## Wirtschaft und Infrastruktur
Saint-Gingolph lebte früher hauptsächlich von der Fischerei. Heute gibt es verschiedene Betriebe des lokalen Kleingewerbes. Auch der Tourismus hat im Grenzort eine gewisse Bedeutung. Zahlreiche Erwerbstätige sind Wegpendler, die in Évian-les-Bains und Thonon-les-Bains aber auch in der Schweiz ihrer Arbeit nachgehen.
Die Ortschaft liegt an der ehemaligen Nationalstraße N 5, die von Thonon-les-Bains entlang dem Seeufer nach Le Bouveret führt und zur Departementsstraße D 1005 abgestuft wurde. Eine weitere Straßenverbindung besteht mit Novel.
Zwischen 1886 und 1938 besaß Saint-Gingolph ferner einen Bahnhof an der Bahnstrecke Léaz–Saint-Gingolph. Der Wiederaufbau der Bahn war bis 2022 vorgesehen, ist aber bisher nicht erfolgt. In St-Gingolph (Suisse) besteht Anschluss an das Schweizerische Bahnnetz.